# Полонская, Клара Петровна
Полонская, Клара Петровна (1913—2000) — русский филолог-классик, специалист в области римской литературы и истории античной драмы. 

## Биография
Закончила отделение классической филологии МИФЛИ в 1939 г. В 1948 г. защитила кандидатскую диссертацию «Историко-литературный анализ трагедии Софокла "Трахинянки"». Десятки лет преподавала на отделении классической филологии, прежде всего римскую литературу. По её инициативе для студентов отделения были организованы музейно-библиотечная практика в Эрмитаже и музейно-археологическая практика в Херсонесском музее-заповеднике.

## Основные труды
- Поэмы Гомера (Москва: Изд-во Моск. ун-та, 1961)
- Римские поэты эпохи принципата Августа (М., Московский университет, 1963)
- Античная лирика. Ранняя греческая лирика. Эллинистическая лирика. Римская лирическая поэзия (в соавторстве с В.Н. Ярхо; М., 1967)
- Античная комедия. Пособие по спецкурсу для студентов-заочников филологических факультетов университетов и пединститутов (в соавторстве с В.Н. Ярхо; М., Изд-во Моск. ун-та, 1979)
- Хрестоматия по ранней римской литературе (в соавторстве с Л.П. Поняевой Архивная копия от 7 ноября 2015 на Wayback Machine, 1984 г.; переиздавалась)